# Zorzines rufolimbata
Zorzines rufolimbata är en fjärilsart som beskrevs av Inoue 1989. Zorzines rufolimbata ingår i släktet Zorzines och familjen nattflyn. Inga underarter finns listade i Catalogue of Life.